# Nesticus orghidani
Nesticus orghidani là một loài nhện trong họ Nesticidae.
Loài này thuộc chi Nesticus. Nesticus orghidani được miêu tả năm 1979 bởi Dumitrescu.